# کوسه‌اغلو، قسطمونی
کوسه‌اغلو (به ترکی استانبولی: Köseoğlu) یک منطقهٔ مسکونی در ترکیه است که در قسطمونی واقع شده‌است.